# Oxymetholone
Ossimetolone (scritto anche Oxymetholone o Oximetolone), venduto con il nome di Anadrol e Anapolon, è un farmaco androgeno e steroideo anabolizzante (AAS) che viene utilizzato principalmente nel trattamento dell'anemia. Viene usato anche per trattare l'osteoporosi, la sindrome da deperimento HIV/AIDS e per promuovere l'aumento di peso e la crescita muscolare in determinate situazioni. È assunto per via orale.
Gli effetti collaterali dell'oxymetholone includono i sintomi della mascolinizzazione come l'acne, aumento dei peli corporei, cambiamenti del tono della voce e aumento del desiderio sessuale. Può anche causare danni al fegato. Il farmaco è un androgeno sintetico e uno steroide anabolizzante e quindi è un agonista del recettore degli androgeni (AR), il bersaglio biologico degli androgeni come il testosterone e il diidrotestosterone (DHT). Ha forti effetti anabolizzanti e deboli effetti androgenici.
Oxymetholone fu descritto per la prima volta nel 1959 e introdotto per uso medico nel 1961. Viene usato principalmente negli Stati Uniti. Oltre al suo uso medico, è usato per migliorare il fisico e le prestazioni sportive. Il farmaco è una sostanza controllata in molti paesi e quindi l'uso non medico è generalmente considerato illegale.